# Goght
Goght (en arménien Գողթ ; anciennement Goghot) est une communauté rurale du marz de Kotayk, en Arménie. Elle compte 2 135 habitants en 2008.
Le monastère de  Geghard est situé sur le territoire de Goght. 